# 825
825(팔백이십오)는 824보다 크고 826보다 작은 자연수다.

## 수학
- 합성수로, 그 약수는 총 12개다. (1, 3, 5, 11, 15, 25, 33, 55, 75, 165, 275, 825)
  - 825의 진약수의 합은 663이므로, 825는 부족수다.
- {\displaystyle 76^{2}-1}은 825로 나누어떨어진다.

## 과학
- NGC 825(영어판): 고래자리 방향에 있는 정상나선은하.

## 교통

### 철도
- 수도권 전철 8호선 신흥역의 역번호.

### 도로
- 825번 지방도: 전라남도 신안군 임자면에서 함평군 나산면까지 이어지는 대한민국의 지방도.

## 군사
- 825 해군 항공대(영어판): 영국의 해군 항공대.
- U-825(영어판): 제2차 세계 대전에 사용된 나치 독일의 군용 잠수함.

## 문화유산
- 대한민국의 보물 제825호: 익산 숭림사 보광전

## 기타
- 날짜: 8월 25일
- 연도: 825년, 기원전 825년